# Сергеев, Василий Павлович
Василий Павлович Сергеев (23.12.1914 — 17.09.1991) — командир эскадрильи 62-го штурмового авиационного полка, 233-й штурмовой авиационной дивизии, 4-й воздушной армии, 2-го Белорусского фронта, капитан. Герой Советского Союза.

## Биография
Родился 23 декабря 1914 в городе Симбирск (ныне Ульяновск). Член КПСС с 1943 года. Окончил авиационный техникум в городе Ульяновск. Работал авиатехником.
В 1940 году призван в ряды Красной Армии. В этом же году окончил Ульяновскую военно-авиационную школу пилотов. В боях Великой Отечественной войны с ноября 1941 года.
К июлю 1944 года командир эскадрильи 62-го штурмового авиационного полка капитан В. П. Сергеев совершил 110 боевых вылетов на штурмовку аэродромов, железнодорожных станций, водных переправ, скоплений живой силы и техники противника. Уничтожил на аэродромах четыре вражеских самолёта.
Указом Президиума Верховного Совета СССР от 26 октября 1944 года за образцовое выполнение боевых заданий командования по уничтожению живой силы и техники противника и проявленные при этом мужество и героизм капитану Василию Павловичу Сергееву присвоено звание Героя Советского Союза с вручением ордена Ленина и медали «Золотая Звезда».
После окончания Великой Отечественной войны продолжил службу в Военно-воздушных силах СССР. В 1946 году окончил школу штурманов. С 1956 года майор В. П. Сергеев — в запасе. Жил в Киеве. Скончался 17 сентября 1991 года. Похоронен в Киеве на городском кладбище «Берковцы».
Награждён орденом Ленина, тремя орденами Красного Знамени, орденом Александра Невского, двумя орденами Отечественной войны 1-й степени, Красной Звезды, медалями.